# 扎西顿珠 (1956年)
扎西顿珠（1956年—2025年5月18日），藏族，西藏拉萨人，中国话剧演员，西藏话剧团一级演员，文华表演奖得主，中国戏剧梅花奖得主。